# Varhošť
Der Varhošť (deutsch Aarhorst, 639 m) ist ein wenig markanter Berg im Böhmischen Mittelgebirge in Tschechien. Auf dem Gipfel befindet sich ein 1972 errichteter Aussichtsturm.

## Lage und Umgebung
Der Varhošť befindet sich im rechtselbischen Teil des Böhmischen Mittelgebirges, 5 km nördlich von Litoměřice (Leitmeritz). Direkt an der Elbe liegt am Fuß des Berges die Gemeinde Sebuzín (Sebusein), einst als Erholungsort weithin bekannt. An der Südseite des Berges befindet sich das kleine Dorf Kundratice (Kundratitz). 

## Naturraum
Der Berg ist basaltischen Ursprungs, dominierend ist ein Nephelin-Basalt. Der Basalt steht beim Aufstieg von Osten teilweise bis an die Oberfläche an. An der West- und Nordseite des Berges befindet sich eine steile, felsige Flanke, die bis zur Elbe hinabreicht. Die basaltischen Böden bilden die Grundlage für einen Laubwald, der u. a. von Buchen bestimmt wird.

## Wege zum Gipfel
Der kürzeste Weg zum Gipfel besteht aus Richtung Osten von der Straße Kundratice nach Čeřeniště (Tschersing) aus. Von hier aus ist der Gipfel in ca. 20 Minuten erreichbar (Entfernung ca. 500 Meter, ca. 90 Höhenmeter). Auf der Ostseite führt von Sebuzín aus ein Wanderweg aus dem Elbtal bis auf den Gipfel (Entfernung ca. 4 Kilometer, ca. 500 Höhenmeter). Der Varhošť war eine Station auf dem 1912 eingerichteten Schlängelweg, einem historischen Höhenwanderweg durch das Böhmische Mittelgebirge.

## Aussichtsturm
Bereits 1891 errichtete der Leitmeritzer Mittelgebirgsverein eine erste Aussichtsplattform, indem zwischen fünf Buchen auf dem Gipfel eine Holzplattform eingepasst wurde. Die Plattform musste 1902 wegen Baufälligkeit beseitigt werden. Ein zeitnaher Ersatzneubau als Steinbau scheiterte an fehlenden finanziellen Mitteln des Vereins. Erst 1927 konnte ein neuer Turm eingeweiht werden. Da die finanziellen Möglichkeiten des Vereins nach wie vor begrenzt waren, bestand der neue Turm aus einem 4 Meter hohen Steinsockel, auf dem ein 10 Meter hohes Holzgerüst mit 3 Aussichtsetagen aufgesetzt wurde. Der Holzoberbau musste 1945 wegen Baufälligkeit gesperrt werden und wurde Anfang der 1970er Jahre abgebrochen.
Im September 1973 erfolgte die Einweihung des dritten Aussichtsturmes auf dem Varhošť. Dafür wurde auf dem alten Steinsockel eine etwa 11 Meter hohe Stahlkonstruktion, die aus einer freitragenden Mittelsäule und drei Aussichtsetagen besteht, aufgesetzt. Die Stahlkonstruktion wurde in einer Eisenhütte in Chomutov (Komotau) gefertigt und per Hubschrauber auf den Berg geflogen.

## Aussicht
In alten Reiseführern ist zu lesen, dass man an zehn verschiedenen Stellen den Lauf der Elbe erblicken kann. Tatsächlich ist die Elbe an acht verschiedenen Abschnitten zu sehen. Beeindruckend ist vor allem der Tiefblick ins Elbtal in Richtung Norden zur Burg Střekov (Schreckenstein) und der darunter liegenden Elbestaustufe. Während nach Osten der Bergrücken des Dlouhý vrch (Langer Berg) den Blick versperrt, schaut man nach Westen auf die Berge des westlichen Böhmischen Mittelgebirges mit Kletečna (Kletschen) und Milešovka (Milleschauer). Im Süden ist die weite Elbniederung mit den markanten Einzelbergen Hazmburk (Hasenburg) und Říp (Sankt Georgsberg).

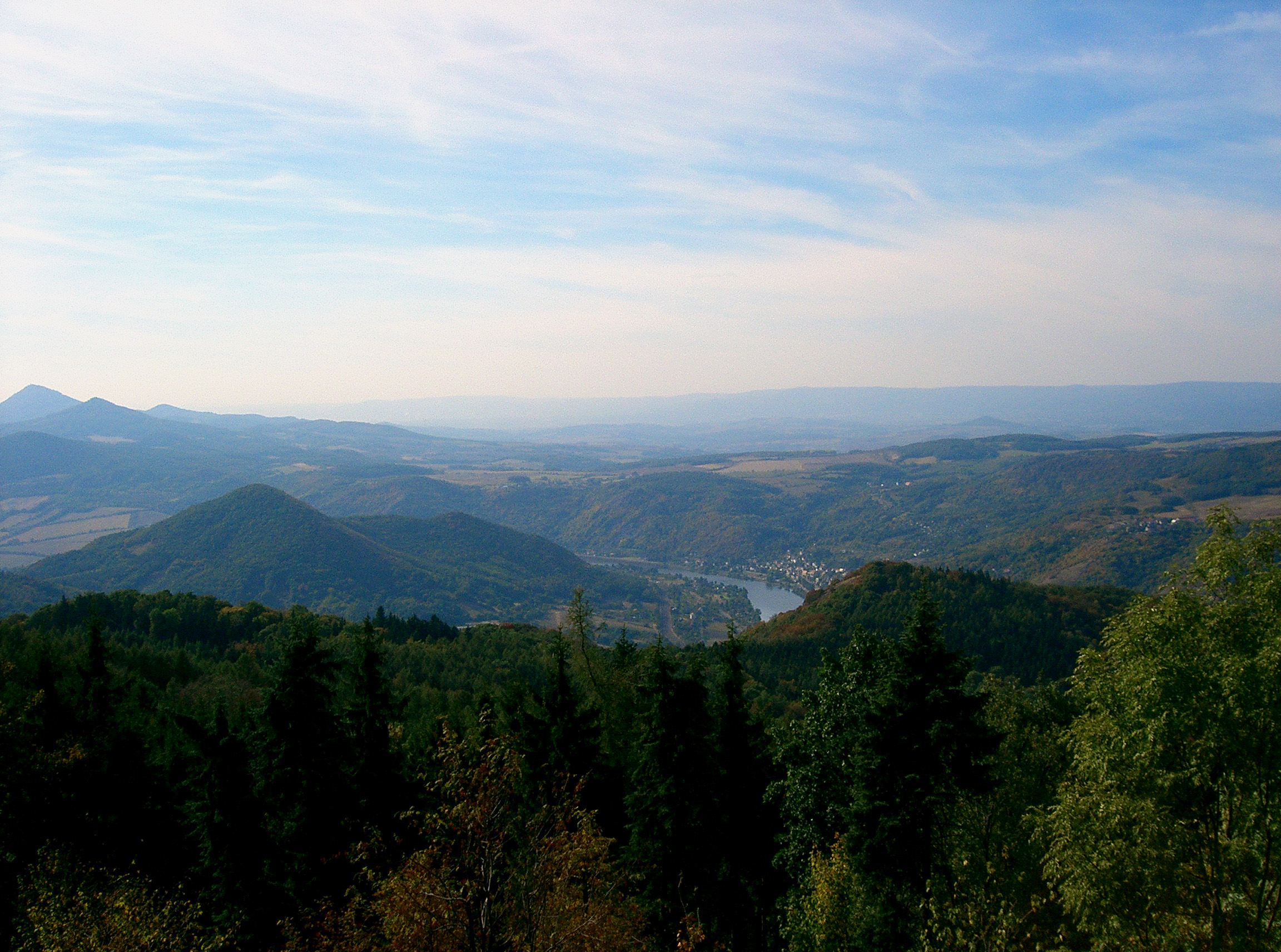
Blick nach Nordwesten auf den Elbort Dolní Zálezly (Salesel), links am Bildrand Milešovka (Milleschauer) und Kletečná (Kletschen)
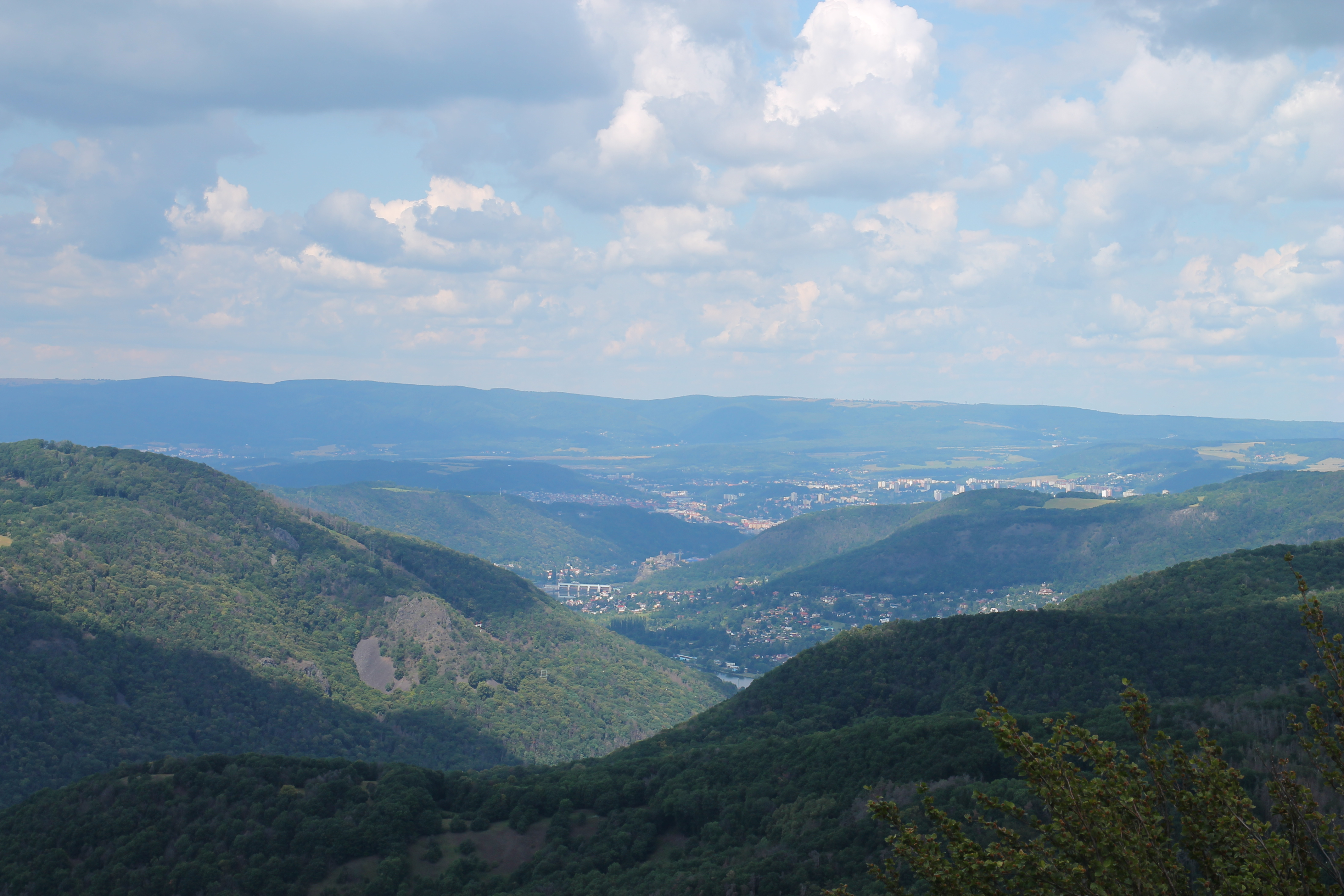
Blick nach Norden auf das Elbtal mit der Stadt Ústí nad Labem (Aussig) und dem Kamm des Erzgebirgees im Hintergrund
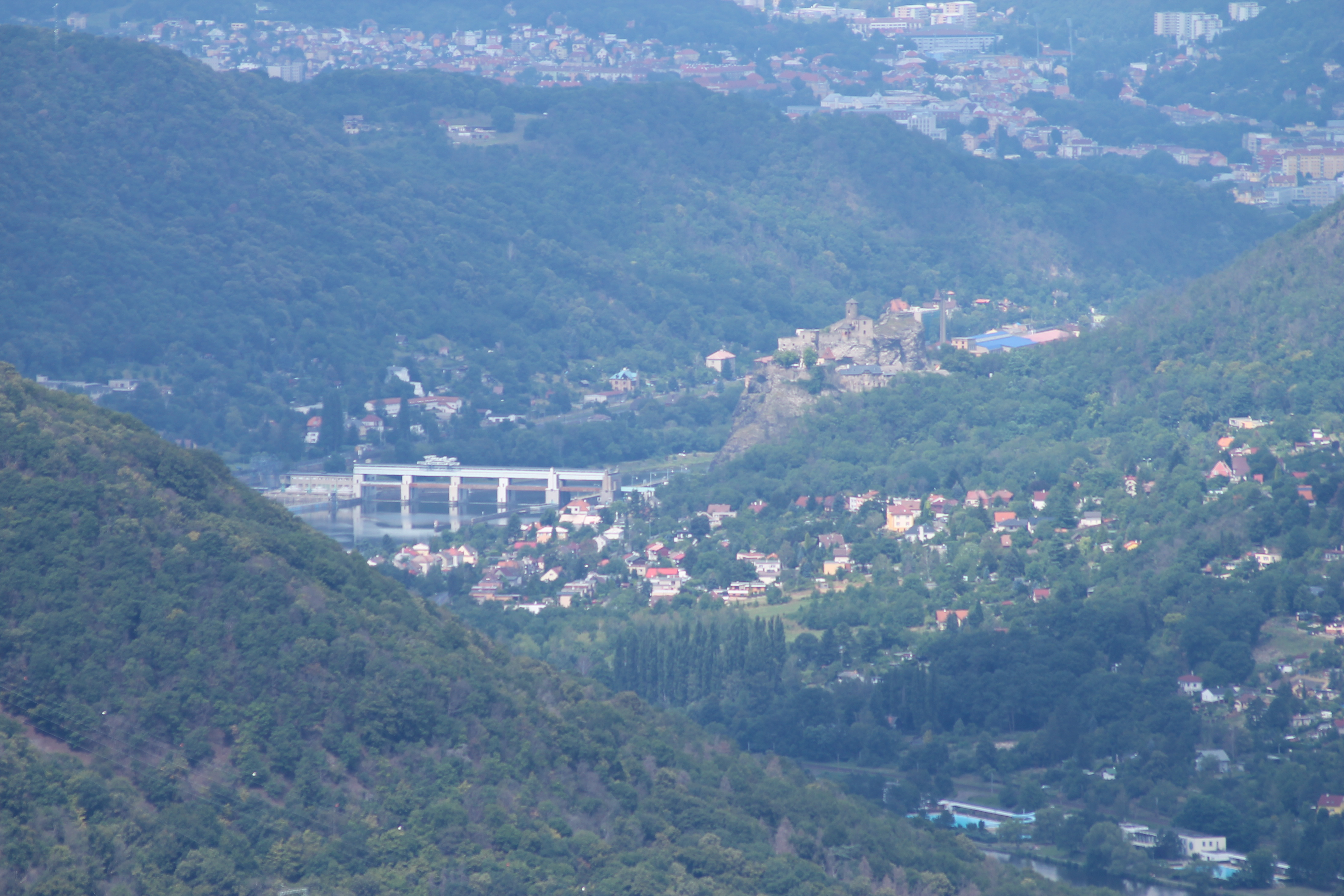
Tiefblick ins Elbtal mit Burg Střekov (Schreckenstein) und Elbestaustufe
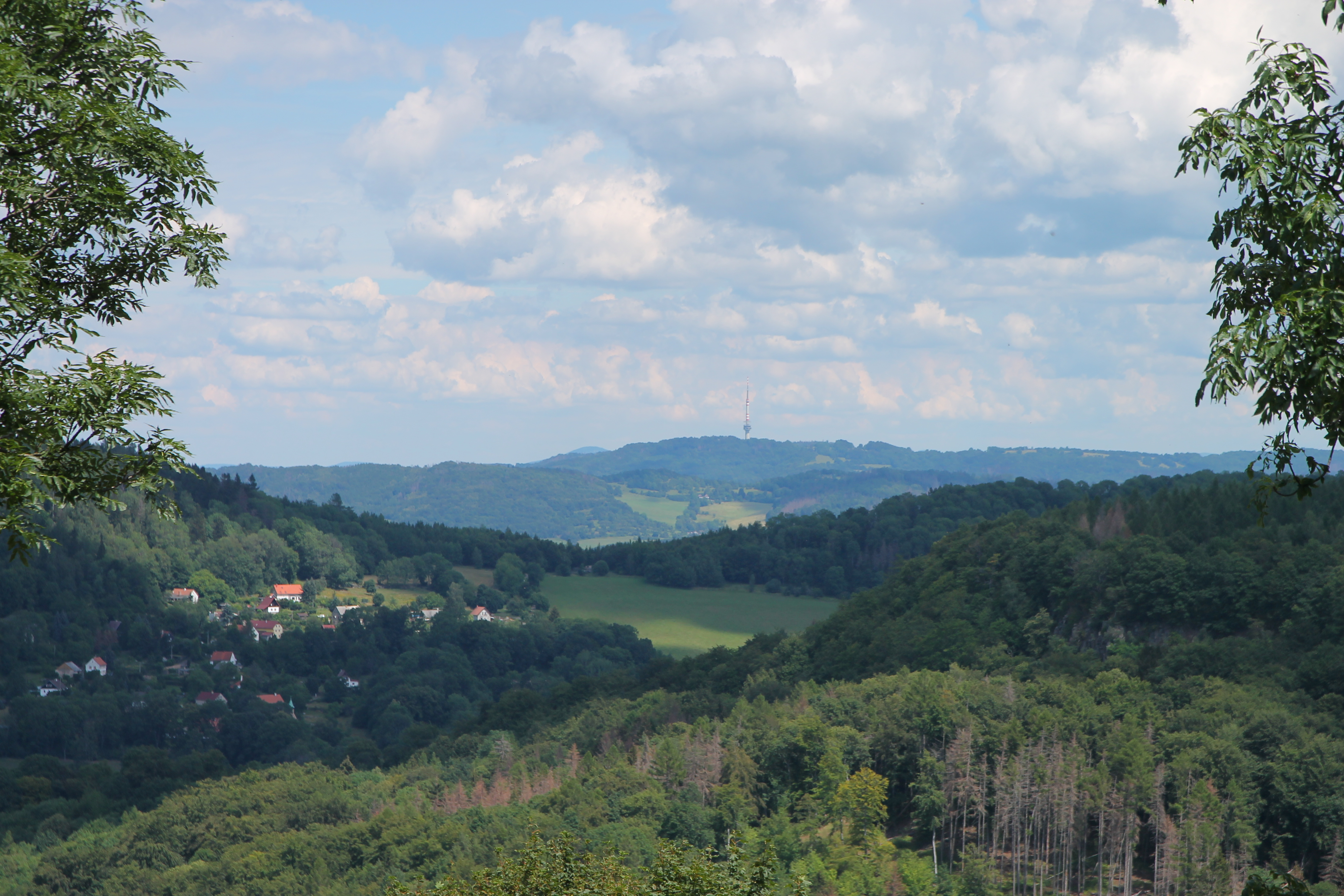
Blick nach Nordosten zum Buková hora (Zinkenstein)
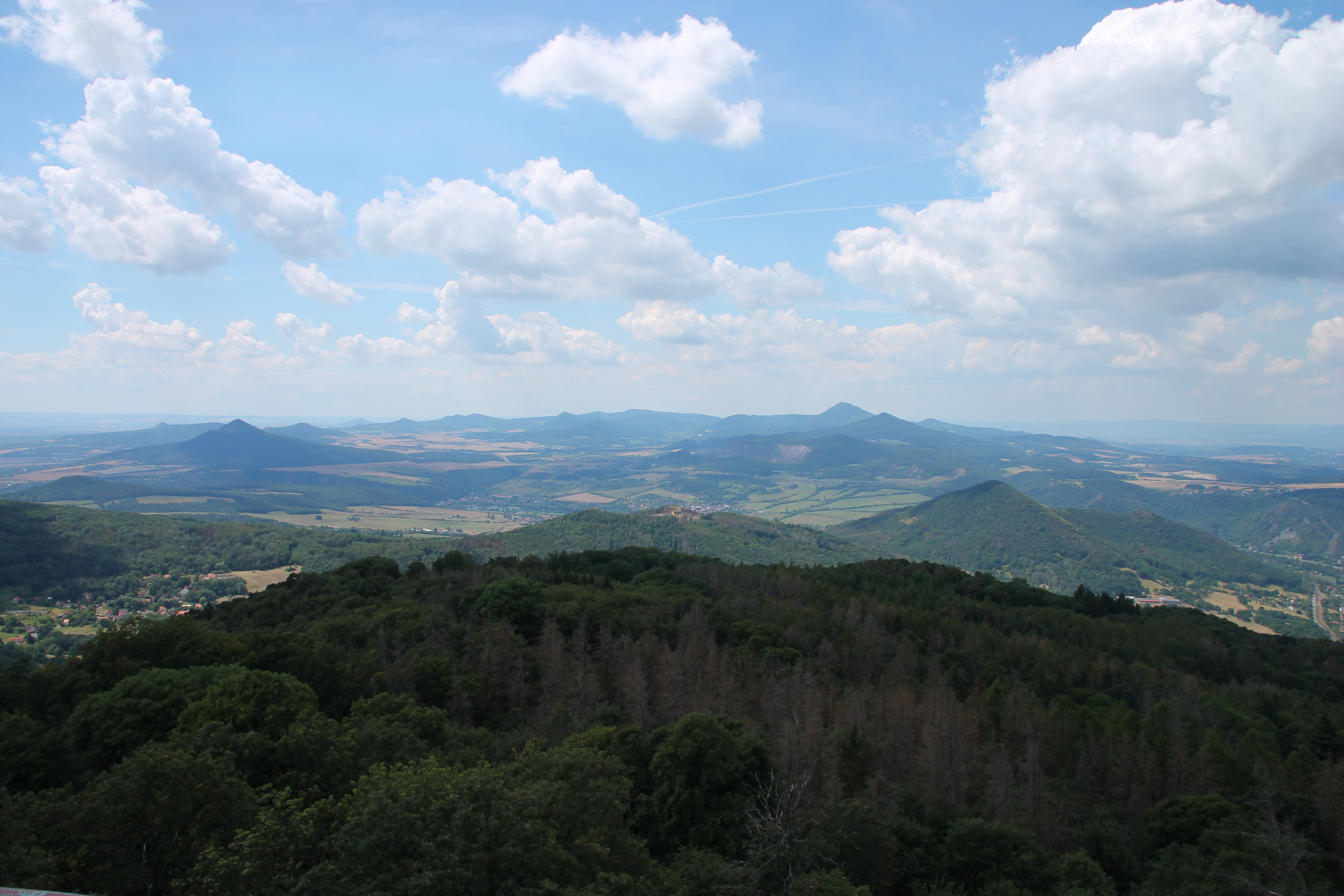
Blick nach Westen auf die Berge des Böhmischen Mittelgebirges
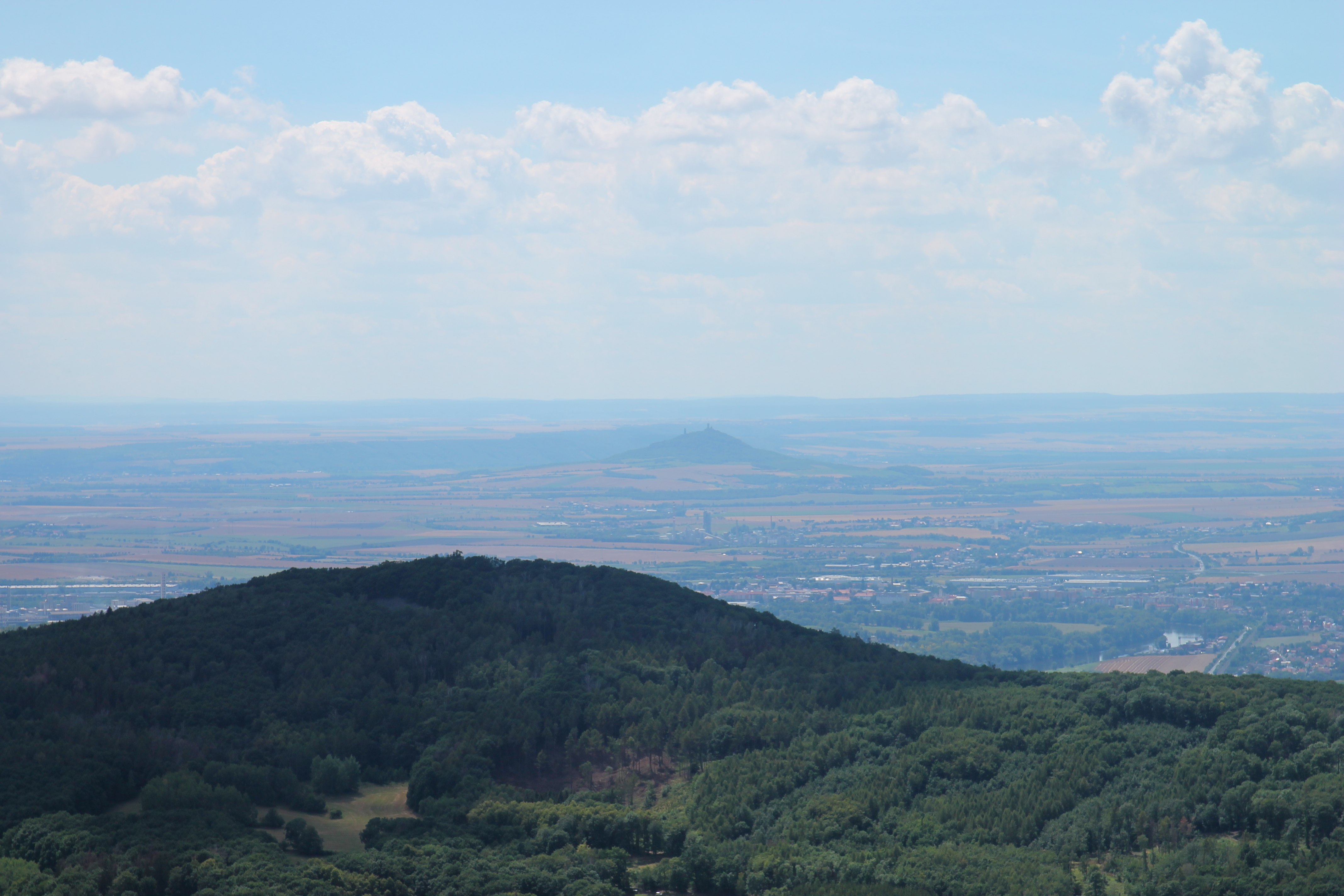
Blick nach Süden in die Elbniederung mit der Hazmburk (Hasenburg)
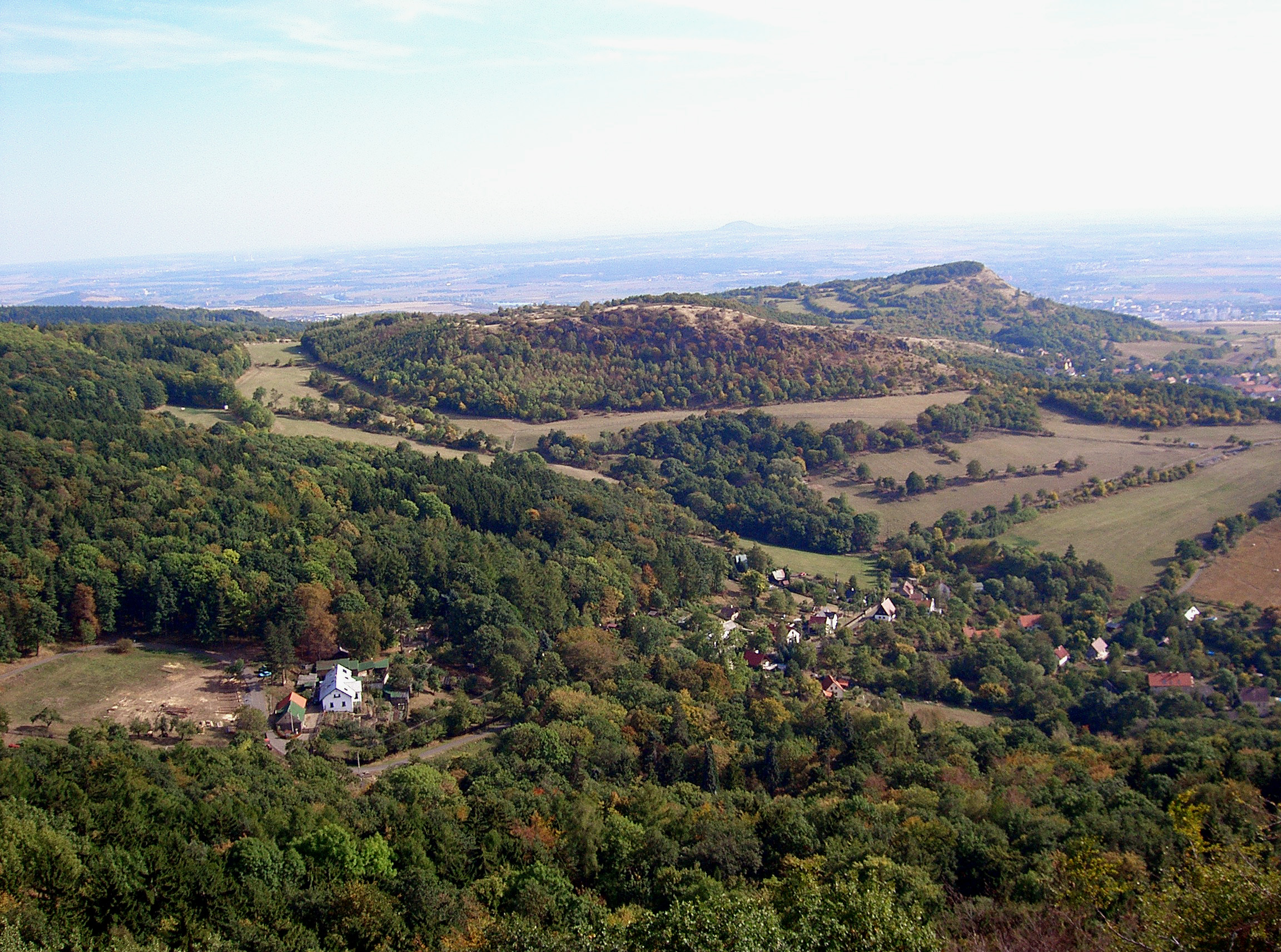
Blick nach Süden (→ Hradiště u Hlinné)